# Tennistoernooi van Hamburg 2021
|                                              |  |                                            |
| Elena Gabriela Ruse, winnares bij de vrouwen |  | Pablo Carreño Busta, winnaar bij de mannen |

Het tennistoernooi van Hamburg van 2021 werd van 6 tot en met 18 juli 2021 gespeeld op de gravelbanen van tennispark Am Rothenbaum in de Duitse stad Hamburg. De officiële naam van het toernooi was Hamburg European Open.
De toernooiorganisatie was in handen van het bedrijf MatchMaker Sports GmbH onder leiding van Sandra Reichel. De familie Reichel wist in 2021 een WTA-toernooilicentie te bemachtigen waardoor er, na achttien jaren van afwezigheid, weer een vrouwentoernooi plaatsvond in Hamburg. De ATP-licentie van het mannentoernooi huurde de familie Reichel van de Deutscher Tennis Bund.
Het toernooi bestond uit twee delen:
- WTA-toernooi van Hamburg 2021, het toernooi voor de vrouwen (6–11 juli)
- ATP-toernooi van Hamburg 2021, het toernooi voor de mannen (12–18 juli)

## Toernooikalender
| WTA               | juli 2021 | juli 2021 | juli 2021 | juli 2021     | juli 2021     | juli 2021    | juli 2021 |
| WTA               | din 6     | woe 7     | don 8     | vrĳ 9         | vrĳ 9         | zat 10       | zon 11    |
| ----------------- | --------- | --------- | --------- | ------------- | ------------- | ------------ | --------- |
| vrouwenenkelspel  | 1e ronde  | 1e ronde  | 2e ronde  | kwart- finale | kwart- finale | halve finale | finale    |
| vrouwendubbelspel | 1e ronde  | 1e ronde  | 2e ronde  | 2e ronde      | halve finale  | halve finale | finale    |

| ATP              | juli 2021 | juli 2021 | juli 2021 | juli 2021 | juli 2021    | juli 2021    | juli 2021 |
| ATP              | maa 12    | din 13    | woe 14    | don 15    | vrĳ 16       | zat 17       | zon 18    |
| ---------------- | --------- | --------- | --------- | --------- | ------------ | ------------ | --------- |
| mannenenkelspel  | 1e ronde  | 1e ronde  | 2e ronde  | 2e ronde  | kwartfinale  | halve finale | finale    |
| mannendubbelspel | 1e ronde  | 1e ronde  | 1e ronde  | 2e ronde  | halve finale | halve finale | finale    |

ATP-toernooi van Hamburg – WTA-toernooi van Hamburg

2001 · 2002 · 2003–2020 · 2021 · 2022 · 2023 · 2024